# Дакур, Андреа
Андреа́ Даку́р (фр. Andréa Dacourt; род. 30 июля 2005, XVII округ Парижа) — французский футболист гваделупского происхождения, полузащитник клуба «Сампдория».
Андреа — сын известного французского футболиста Оливье Дакура.

## Клубная карьера
Дакур — воспитанник клуба «Ницца». В 2022 году Андреа начал выступать за дублирующий состав последних. 3 июня 2023 года в матче против лионского «Олимпика» он дебютировал в Лиге 1. Летом 2024 года Дакур перешёл в итальянскую «Сампдорию».